# Lista de estados tributários da China
Esta é uma lista de estados que pagaram tributos às dinastias imperiais da China sob o sistema tributário. Abrangeu estados da Ásia Central, Ásia Oriental, Ásia Setentrional, Ásia Meridional, Sudeste Asiático e Europa . 

## Lista de tributários
No século V, uma hierarquia de status era um elemento explícito do sistema tributário em que a Coreia e oVietnã eram classificados acima de outros, incluindo o Japão, os Ryukyus, o Sião e outros.  Todas as missões diplomáticas e comerciais foram interpretadas no contexto de uma relação tributária com a China,  incluindo:
- Brunei (文萊)[4]
  - Bornéu[5]
  - Poni (渤泥)[6][7]
- Camboja[8]
  - Reino de Funan
  - Chenla[9]
- Japão[10][11]
  - Wa (Japão) (16 missões tributárias)[12][13][14]
  - Japão Asuka (5 missões tributárias)[15][16]
  - Japão Nara/Heian (16 missões tributárias)[17][18][19][20]
  - Xogunato Ashikaga (20 missões tributárias) [21][22]
  - Reino de Ryukyu (Hokuzan[23] Chūzan[7][24]Nanzan[23])[25][26][27]
- Coreia[28][29]
  - Koguryo (173 missões tributárias) [28]
  - Baekje (45 missões tributárias) [28]
  - Silla (19 missões tributárias) [28][30][31]
  - Silla Unificada (63 missões tributárias) [28][31]
  - Goryeo (Missões de enviados)[28][32]
  - Joseon (826 missões tributárias) [33][34][35][36][28][32]

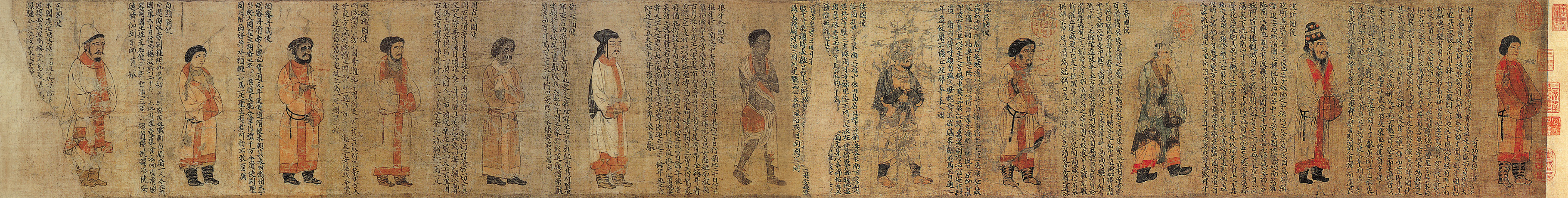
Os Retratos da Oferenda Periódica de Liang. Pintura do século VI no Museu Nacional da China. Embaixadores da direita para a esquerda: Uar (Heftalitas); Pérsia; Baekje (Coreia); Cucha; Wo (Japão); Langkasuka (atual Malásia); Dengzhi (鄧至) (Qiang) Ngawa; Zhouguke (周古柯), Hebatan (呵跋檀), Humidan (胡密丹), Baiti (白題, de pessoas semelhantes à Heftalita), que moram perto da Heftalita; Mo (Qiemo).

- Malásia
  - Reino Tanah Merah[37]
  - Reino de Quedá[38]
  - Calantão[39]
  - Sultanato de Malaca[40]
- Nepal[7][41]
- Filipinas[42]
  - Sulu[8]
- Sião (Tailândia)[25][43]
- Tibete[44]
- Vietnã[25][45]
- Ceilão (Sri Lanka)[46]

## Por dinastia

### Han Ocidental
- Vassalos internos (206 a.C. - ?) – Após a fundação da dinastia, o primeiro imperador concedeu até metade do território de Han como feudos a vários parentes, que governavam como príncipes. Esses feudos coletavam seus próprios impostos e estabeleciam suas próprias leis e não eram administrados diretamente pelo governo imperial. A consolidação e a centralização por imperadores sucessores aumentaram os controles imperiais, dissolvendo gradualmente os principados. Durante o período dos Três Reinos, o rei do Japão também enviou tributo a Cao Rui declarando sobre seu status como vassalo dos Rui.
- Dayuan (102 a.C.) – Reino localizado no Vale de Fergana. Ouvindo histórias sobre seus cavalos de alta qualidade, que seriam de grande utilidade no combate aos Xiongnu, o Imperador Wu de Han despachou uma expedição para obter sua submissão e os cavalos. A primeira expedição de 3.000 foi lamentavelmente subjugada, mas a segunda, com 100.000, sitiou a capital, levando-os à submissão após negociações. A expedição retornou com 10.000 cavalos, juntamente com a promessa de pagar um tributo anual em cavalos. [47]
- Reino de Dian (109 a.C.) – Um reino localizado na atual província de Yunnan. Subjugado pelo Imperador Wu de Han, que anexou o reino a um comando imperial, mas permitiu que governantes locais permanecessem no poder. [48]
- Jushi (108 BC) – Cidade-estado na moderna Turfã. Submetida por uma expedição imperial enviada pelo Imperador Wu de Han.[47]
- Loulan (108 a.C.) – Localizado ao longo da borda nordeste do deserto de Taclamacã, na atual província de Xinjiang. Trazido à submissão por uma expedição imperial despachada pelo imperador Wu de Han.[47]
- Minyue( 138 a.C. - ?) – Um povo Baiyue situado na atual província de Fujian. Após um ataque do povo Minyue, o Imperador Wu de Han lançou uma expedição massiva e forçou toda a população a se realocar dentro das fronteiras imperiais. [48]
- Nanyue (211 a.C. - 111 a.C.) – Um reino situado no atual norte do Vietnã, e as províncias de Guangdong e Guangxi fundadas por um antigo general chinês, Zhao Tuo. Sob Zhao Tuo, pagou tributo nominal a Han, mas seus sucessores perderam cada vez mais poder. Após um golpe de estado contra o rei, Han conquistou diretamente o reino e o administrou diretamente a partir de então.[47]
- Xiongnu (53 a.C. - 10) – Uma confederação/império nômade na Ásia Central e na atual Mongólia, estendendo seu controle a territórios tão distantes quanto a Sibéria, a Manchúria ocidental, as áreas ao longo do Mar Cáspio e as atuais províncias chinesas da Mongólia Interior, Gansu e Xinjiang. Eles entraram em relações tributárias com os Han após várias derrotas, perdas territoriais e conflitos internos. As relações tributárias terminaram como resultado de tropeços diplomáticos durante o reinado de Wang Mang. Xinjiang passou para o controle chinês após sua derrota.[47]
- Wusun (105 a.C. - ?) – Povo da Ásia Central. Inimigos ferrenhos dos Xiongnu, eles entraram em uma aliança militar com os Han. Em 53 a.C., o reino se dividiu em dois após uma disputa de sucessão. Ambos continuaram a reconhecer a soberania Han e permaneceram vassalos fiéis. [48]

### Xin
Durante o reinado de Wang Mang, as relações com muitos aliados e tributários do império se deterioraram, em grande parte devido à arrogância e à diplomacia inepta de Wang Mang. 

### Han Oriental
- Cotã – O rei Guangde de Khotan submeteu-se à dinastia Han em 73 d.C. Em 129: Fangqian, o rei de Cotã, enviou um emissário para oferecer tributo a Han. O Imperador perdoou o crime do rei de Cotã, ordenando-lhe que devolvesse o reino de Keriya. Fangqian recusou. Dois anos depois, Fangqian enviou um de seus filhos para servir e oferecer homenagem no Palácio Imperial Chinês. [50]
- Xiongnu do Sul (50 - 220) – Os Xiongnu se dividiram em facções do norte e do sul. Os Xiongnu do sul criaram relações tributárias com os Han. Eles foram reassentados junto com um grande número de imigrantes chineses em regiões de fronteira. Economicamente dependentes dos Han, eles eram obrigados a fornecer serviços militares sob um sistema tributário mais rígido e com maior supervisão imperial direta. [51]

### Jin e Tang
No século V, os Wa (Japão durante o período Kofun) enviaram cinco tributos à dinastia Jin e à dinastia Liu Song e os imperadores promoveram os cinco reis ao título de Comandante Militar Supremo dos Seis Estados de Wa, Silla, Mimana, Gaya, Jinhan e Mahan.
De acordo com o Xīn Táng shū, o reino de Zhēnlà conquistou diferentes principados no noroeste do Camboja após o fim da era Yǒnghuī (永徽) (ou seja, após 31 de janeiro de 656), que anteriormente (em 638/39) pagava tributo à China. 
Os chineses retaliaram contra Champá, que estava atacando a costa de Rinan por volta dos anos 430-440, tomando Qusu e depois saqueando a capital dos Cham ao redor de Huế. Cerca de 100.000 jin em ouro foi o valor saqueado. Lin Yi então pagou 10.000 jin em ouro, 100.000 jin em prata e 300.000 jin em cobre em 445 como tributo à China. O último tributo prestado à China por Lin Yi foi em 749, entre os itens estavam 100 fios de pérolas, 30 jin gharuwood, baidi e 20 elefantes. 
Pessoas escravizadas de países tributários foram enviadas para a China Tang por vários grupos, os cambojanos enviaram albinos, os uigures enviaram carlucos turcos, os japoneses enviaram ainus, e meninas goturcas (tujue) e tibetanas também foram enviadas para a China.  Prisioneiros capturados em Liaodong, Coreia e Japão foram enviados como tributo à China por Balhae.  A dinastia Tang na China recebeu 11 dançarinas japonesas como tributo de Balhae em 777. 

### Song
A dinastia Song recebeu 302 missões de tributo de outros países. As missões vietnamitas consistiam em 45 deles, outros 56 eram de Champa. Mais tributos foram enviados por Champa para obter favores da China contra o Vietname.  Champa trouxe como tributo o arroz de Champa, uma variedade de arroz de rápido crescimento, para a China, o que aumentou enormemente a produção chinesa de arroz.  
Em 969, o filho do Rei Li Shengtian, chamado Zongchang, enviou uma missão de tributo à China. Segundo relatos chineses, o rei de Khotan ofereceu-se para enviar como tributo à corte chinesa um elefante dançante capturado em Casgar em 970. 

### Yuan
Os mongóis extraíam tributos de todo o seu império.  De Goryeo, eles receberam ouro, prata, tecido, grãos, ginseng e falcões.   Os pagamentos de tributos eram um fardo para Goryeo e subjugavam as políticas do império.    Tal como em todas as partes do Império Mongol, Goryeo forneceu mulheres do palácio, eunucos, monges budistas e outro pessoal aos mongóis. 
Assim como as mulheres coreanas entraram na corte Yuan, o reino coreano Koryo também viu a entrada de mulheres mongóis.  Grande poder foi alcançado por algumas das mulheres coreanas que entraram na corte Yuan.  Um exemplo é a Imperatriz Ki (Qi) e seu eunuco Bak Bulhwa quando tentaram um grande golpe no norte da China e em Koryo.  O rei Ch'ungson (1309 – 1313) casou-se com duas mulheres mongóis, a princesa Botasirin e uma mulher não real chamada Yesujin. Ela deu à luz um filho e recebeu o título póstumo de "concubina virtuosa". Além disso, em 1324, a corte Yuan enviou uma princesa mongol de Wei chamada Jintong ao rei Koryo Ch'ungsug. 
A entrada de mulheres coreanas na corte Yuan foi retribuída pela entrada de princesas Yuan na corte Goryeo, e isso afetou as relações entre a Coreia e os Yuan. Casamentos entre a família imperial de Yuan existiam entre certos estados. Entre elas estavam a tribo Onggirat, a tribo Uigur de Idug-qut, a tribo Oirate e a família real Koryo (coreana).  

### Ming

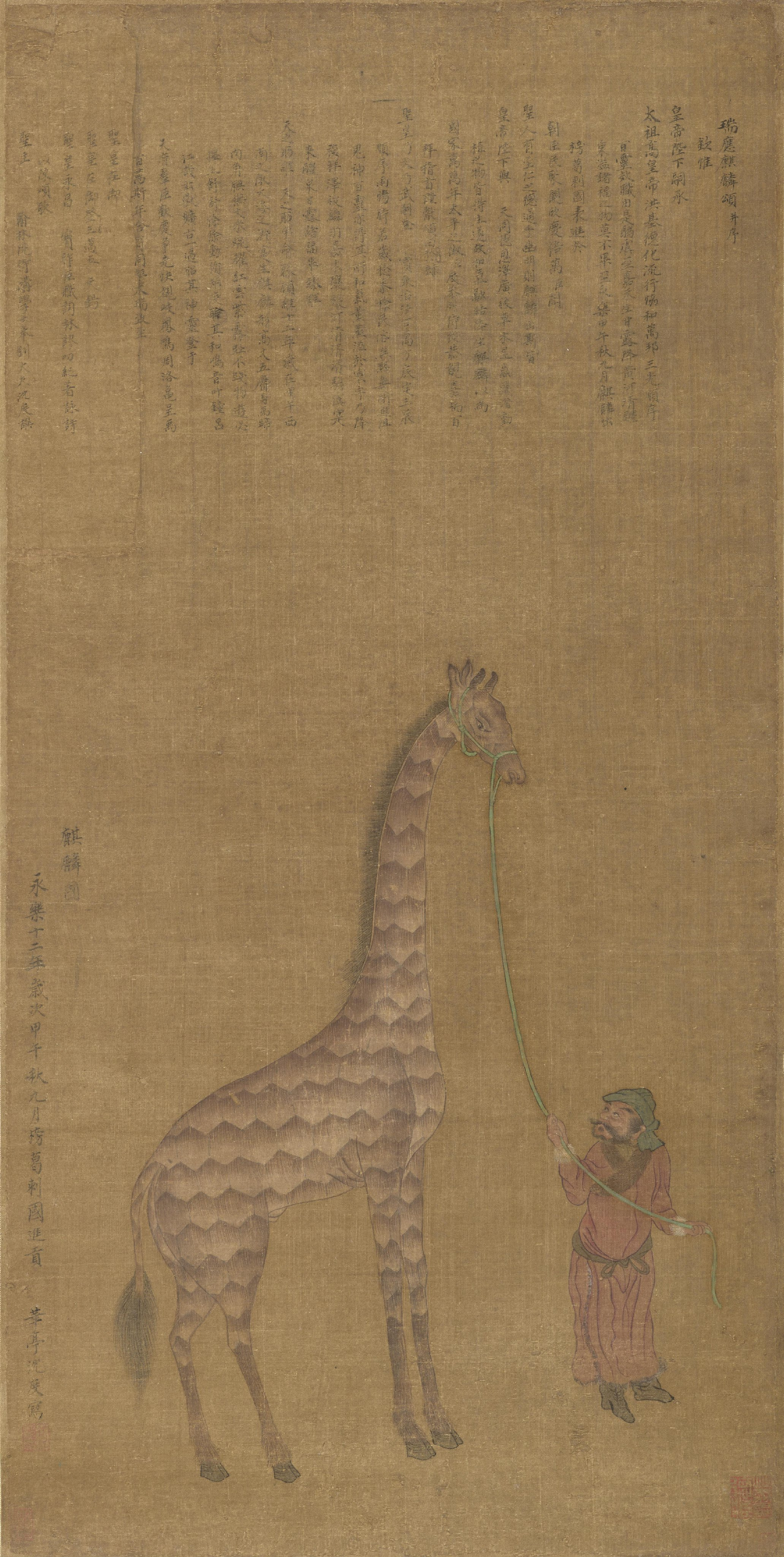
Uma pintura da era Ming de uma girafa de tributo, que foi considerada um Qilin pelos funcionários da corte, de Bengala

Durante a dinastia Ming, os países que queriam ter qualquer tipo de relacionamento com a China, político, econômico ou de outra natureza, tinham que entrar no sistema de tributos. Como resultado, o tributo era frequentemente pago por razões oportunistas e não como um gesto sério de lealdade ao imperador chinês, e o simples facto de o tributo ter sido pago pode não ser entendido de forma a que a China tivesse influência política sobre o seu tributário.  Além disso, algumas missões de tributo podem ter sido criadas por comerciantes engenhosos. Vários países só pagaram tributo uma vez, como resultado das expedições de Zheng He. Em 1587, fontes chinesas listam os seguintes países que pagaram tributo aos imperadores Ming: 
O Imperador Hongwu iniciou relações tributárias em 1368, enviando emissários para países como Coreia, Vietnã, Champa e Japão, dos quais Coreia, Vietnã e Champa enviaram tributos em 1369. Durante o governo de Hongwu, Liuch'iu enviou 20, a Coreia enviou 20, Champa enviou 19 e o Vietname enviou 14 missões de tributo.  O sistema de tributos era uma forma economicamente lucrativa de comércio governamental, e a Coreia solicitou e aumentou com sucesso o número de tributos enviados a Ming de uma vez a cada três anos para três vezes por ano a partir de 1400, e eventualmente quatro vezes por ano a partir de 1531. 
A invasão vietnamita de Champa em 1471 e as Guerras de Fronteira Ming Turpan foram iniciadas ou marcadas por interrupções no sistema de tributos.
O tributo na forma de servos, eunucos e meninas virgens veio de: várias tribos étnicas minoritárias de Ming, tribos do Planalto Mongol, Coreia,  Vietnã,  Camboja, Ásia Central, Sião, Champa e Okinawa. 
Havia eunucos coreanos, jurchén, mongóis, centro-asiáticos e vietnamitas sob o imperador Yongle,   incluindo eunucos mongóis que o serviram enquanto ele era o príncipe de Yan.  Em 1381, eunucos muçulmanos e mongóis foram capturados em Yunnan, e possivelmente entre eles estava o grande explorador marítimo Ming , Zheng He.  Eunucos vietnamitas como Ruan Lang, Ruan An, Fan Hong, Chen Wu e Wang Jin foram enviados por Zhang Fu para os Ming. 
Durante as primeiras relações contenciosas de Ming com Joseon, quando houve disputas como a competição pela influência sobre os Jurchens na Manchúria, as autoridades coreanas foram até açoitadas por embaixadores eunucos Ming nascidos na Coreia, quando suas exigências não foram atendidas.  Alguns dos embaixadores eram arrogantes, como Sin Kwi-saeng que, em 1398, se embebedou e brandiu uma faca durante um jantar na presença do rei.   As relações sino-coreanas tornaram-se mais tarde amistosas, e a disposição dos assentos dos enviados coreanos na corte Ming foi sempre a mais elevada entre os tributários.  Um total de 198 eunucos foram enviados da Coreia para Ming. 
Em 30 de janeiro de 1406, o Imperador Ming Yongle expressou horror quando os ryukyuanos castraram alguns de seus próprios filhos para se tornarem eunucos e entregá-los a Yongle. Yongle disse que os meninos que foram castrados eram inocentes e não mereciam a castração, e ele devolveu os meninos a Ryukyu e os instruiu a não enviar eunucos novamente. 
Joseon enviou um total de 114 mulheres para a dinastia Ming, consistindo de 16 meninas virgens, acompanhadas por 48 criadas, 42 cozinheiras (執饌女) e 8 músicos (歌舞女).   As mulheres foram enviadas aos imperadores Yongle e Xuande em um total de 7 missões entre 1408 e 1433.  Xuande foi o último imperador Ming a receber tributo humano da Coreia.  com sua morte em 1435, 53 mulheres coreanas foram repatriadas.   Houve muita especulação de que a verdadeira mãe do Imperador Yongle era uma concubina coreana          ou mongol  .    As relações entre a China Ming e a Coreia Joseon melhoraram dramaticamente e tornaram-se muito mais amigáveis e mutuamente lucrativas durante o reinado de Yongle.  Dizia-se que Yongle e Xuande tinham uma queda pela culinária coreana e pelas mulheres.   
Um decreto contra o abate de porcos levou à especulação de que o Imperador Zhengde adotou o Islã, devido ao uso de eunucos muçulmanos que encomendaram a produção de porcelana com inscrições persas e árabes nas cores branca e azul.  Eunucos muçulmanos contribuíram com dinheiro em 1496 para reparar a Mesquita Niujie. Mulheres da Ásia Central foram fornecidas ao Imperador Zhengde por um guarda muçulmano e Sayyid Hussein de Hami.  O guarda era Yu Yung e as mulheres eram uigures. 
Não se sabe quem realmente estava por trás do decreto anti-abate de porcos.  A especulação de que ele se tornaria muçulmano é lembrada juntamente com seu comportamento excessivo e depravado junto com suas concubinas de origem estrangeira.  As meninas muçulmanas da Ásia Central eram favorecidas por Zhengde, enquanto as meninas coreanas eram favorecidas por Xuande.  Uma concubina uigur foi mantida por Zhengde.  As mulheres uigures e mongóis eram favorecidas pelo imperador Zhengde. 

### Qing

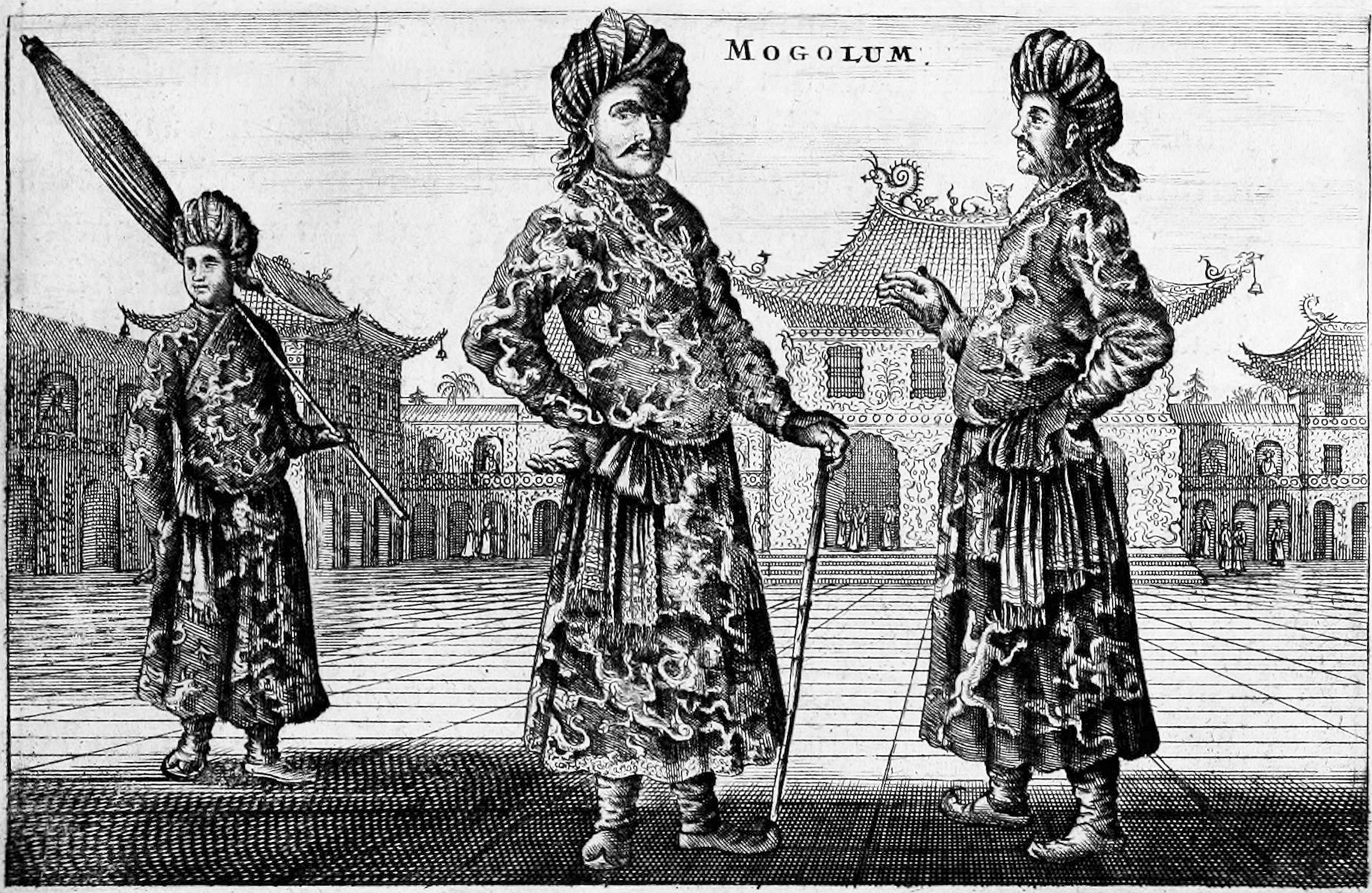
"Embaixada Mogol", vista pelos visitantes holandeses em Pequim em 1656. De acordo com Lach e Kley (1993), historiadores modernos (nomeadamente, Luciano Petech) acreditam que os emissários retratados vieram na verdade de Turfã, e não da Índia Mogol.

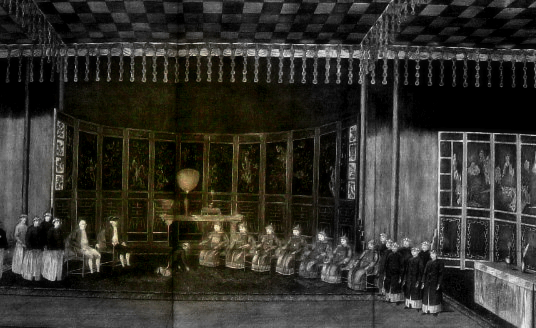
A embaixada holandesa perante a Corte e o Imperador Qianlong em 1795. A embaixada holandesa foi a última embaixada europeia enviada à China sob o sistema tributário.

Esta lista abrange estados que enviaram tributos entre 1662 e 1875 e não foram abrangidos pelo Lifan Yuan. Portanto, o Tibete ou o Calca não estão incluídos, embora tenham enviado tributos no período dado: 
- Badaquexão [118]
- Hunza (1761) [119]
- Joseon (Coreia) (três ou quatro vezes por ano; [120] [121] 435 embaixadas, 1637-1881[122])
- Império da Holanda (1663(?), 1667, 1686 e 1795). [123] [124]
- Sultanato de Sulu (1726)[125]

Após a Segunda Invasão Manchu da Coreia, Joseon Coreia foi forçada a dar várias de suas princesas reais como concubinas ao regente Qing Manchu, Príncipe Dorgon.        Em 1650, Dorgon casou-se com a princesa coreana Uisun (義順).  O nome da princesa em coreano era Uisun, ela era filha do príncipe Yi Kaeyoon (Kumrimgoon).  Dorgon casou-se com duas princesas coreanas em Lianshan. 
O sistema de tributos não se dissolveu em 1875, mas as embaixadas de tributos tornaram-se menos frequentes e regulares: mais doze embaixadas coreanas até 1894, mais uma (abortada) de Liuqiu em 1877, mais três do Vietnã e quatro do Nepal, a última em 1908. 
Em 1886, depois de a Grã-Bretanha ter assumido o controlo da Birmânia, mantiveram o envio de tributos à China, colocando-se num estatuto inferior ao das suas relações anteriores.  Foi acordado na convenção da Birmânia em 1886 que a China reconheceria a ocupação britânica da Alta Birmânia, enquanto a Grã-Bretanha continuasse a pagar tributos birmaneses a Pequim a cada dez anos. 